# Tess of the Storm Country (film 1914)
Tess of the Storm Country è un film muto del 1914 diretto da Edwin S. Porter.
Girato a Del Mar in California, la storia della giovanissima Tessibel - interpretata qui per la prima volta da Mary Pickford, che ne riprenderà il ruolo nel 1922 con La ragazza del West, è una delle tante versioni adattate per lo schermo dal romanzo di Grace Miller White.
Nel 2006 il film è stato inserito nel National Film Registry della Biblioteca del Congresso per il suo significato culturale, estetico e storico.

## Trama
Uno dei pescatori di un villaggio sull'oceano, finito in carcere accusato ingiustamente di un delitto, ha una figlia, Tessibel, che è innamorata di Frederick, uno studente di teologia. Teola, la sorella di Frederick, ha una relazione con Dan Jordan, un amico del fratello.
La ragazza resta incinta, ma Dan muore in un incendio.
Disperata, Teola viene salvata da Tess, che prende il bambino, per nascondere la colpa di Teola agli occhi del suo severissimo padre, Elias.
Il bambino, malato, viene portato da Tess in chiesa, dove la ragazza lo battezza in pubblico, facendo infuriare Elias, che la accusa davanti a tutti. Ma, tra i fedeli, c'è anche Teola che riprende il suo bambino e ristabilisce la verità. La donna morirà poi con il figlio.
Il padre di Tess uscirà dal carcere, scagionato dalle accuse. Tess perdonerà Frederick, che non aveva voluto avere fiducia in lei.

## Produzione
Prodotto dalla Famous Players Film Company, il film venne girato in California, a Del Mar e a Santa Monica e costò circa 10.000 dollari.

## Distribuzione
Il film - presentato da Daniel Frohman - uscì nelle sale statunitensi il 30 marzo 1914. Conservato negli archivi cinematografici dell'UCLA e in quelli della Mary Pickford Foundation, è stato distribuito in DVD dalla eMoviez, riversato da una copia in 16 mm.